# گریزگرایی
گریزگرایی تغییر توجه ذهنی از جنبه‌های ناخوشایند یا حوصله‌سربر زندگی روزمره است که معمولا از طریق تخیلات یا سرگرمی‌ها صورت می‌گیرد. گریزگرایی ممکن است برای پرت کردن حواس فرد از احساسات مداوم افسردگی یا به طور کلی غمگین بودن باشد.

## برداشت‌ها
تلاش برای بهره‌برداری از تمایل فزاینده‌ی انسان‌ها به فراموشی سختی‌های زندگی روزمره –خصوصا از طریق جهان دیجیتال- باعث شده تا صنایعی فقط برای این منظور شکل بگیرند. علاوه بر این خیلی از فعالیت‌ها که بخش‌های عادی یک زندگی سالم هستند (مثل خوردن، خوابیدن، ورزش کردن یا فعالیت جنسی) می‌توانند از طریق افراط یا بی‌قاعدگی به راهی برای گریزگرایی بدل شوند. در نتیجه واژه‌ی «گریزگرایی» معمولا دارای تداعی‌های منفی است و به شکل تلویحی این معنا را می‌رساند که گریزگرایان افراد ناشادی هستند و از ارتباط معنادار با جهان ناتوان یا گریزان هستند و قادر به انجام کارهای ضروری نخواهند بود. در همین رابطه دیکشنری انگلیسی آکسفورد گریزگرایی را «تمایل به جستجو – یا عمل جوییدن- حواس‌پرتی از چیزهایی که به طور معمولی باید تحمل شوند» تعریف می‌کند.
با این حال چالش‌هایی بر سر تعریف اساسا و کاملا منفی از این واژه وجود دارد. سی.اس. لوئیس به شوخی به این نکته اشاره می‌کند که معمولا دشمنان فرار و گریز، زندان‌بان‌ها هستند. او معتقد بود گریزگرایی با رعایت میانه‌روی می‌تواند به تجدید قوا و همچنین گسترش تخیل بشر کمک کند. جی آر. آر. تالکین هم گریزگرایی را در ادبیات تخیلی به مثابه‌ی بیان خلاقانه‌ی واقعیت درون یک جهان ثانویه (تخیلی) می‌دید، اما بر این نکته هم تاکید داشت که چنین چیزی به یک عنصر وحشت نیز نیازمند است تا «گریزگرایی صرف» نباشد. تری پرچت معتقد بود قرن بیستم به تدریج شاهد نگرش مثبت‌تری به ادبیات گریزگرایانه بوده است. جدا از ادبیات، موسیقی و بازی‌های ویدئویی هم به عنوان رسانه‌های هنری برای گریز باارزش شناخته شده‌اند.

## فرار روانی
فروید نوعی از ادبیات تخیلی گریزگرایانه را عنصر ضروری برای زندگی بشر می‌دانست. «انسان‌ها نمی‌توانند به لذت‌های اندکی که از زندگی بیرون می‌کشند قناعت کنند. همان‌طور که تئودور فانتانه گفته بود: ما صرفا قادر به صرف نظر از برسازه‌های کمکی نیستیم». پیروان فروید آرامش و برآورده شدن آرزوها (در مقیاس کوچک) را ابزارهای مفیدی برای تطابق با ناراحتی‌های تکان‌دهنده می‌دانستند. روان‌شناسان پس از او بر نقش حواس‌پرتی‌های نیابتی در تغییر حالت‌های ناخواسته خصوصا عصبانیت و ناراحتی تاکید می‌کردند.
با این حال اقامت دائمی در چنین آسودگاه‌های روانی می‌تواند نتایج منفی یا حتی بیماری‌زا داشته باشد. داروها می‌توانند نوعی از گریزگرایی بسازند که طی آن فرد با مصرف برخی داروهای روان‌گردان موقعیتی که در آن است یا کاری که باید انجام دهد را فراموش می‌کند.

## جوامع گریزگرا
برخی از منتقدان اجتماعی نسبت به تلاش قدرت‌ها برای فراهم آوردن ابزار گریزگرایی به منظور کنترل جامعه به جای بهبود اوضاع زندگی مردم هشدار داده‌اند. این همان چیزی است که جوونال به آن «نان و سیرک» می‌گفت. جوامع گریزگرا به کرات در ادبیات تصویر شده‌اند. ماشین زمان تصویری از «ایلوی‌ها» نشان می‌دهد که نسلی از آینده هستند و دچار رخوت و بی‌توجهی به همه چیز شده‌اند، اما واقعیتی وحشتناک در پس سبک زندگی و تصورشان از خوشبختی وجود دارد. جوامع گریزگرا عناصر مشترک رمان‌های پادآرمان‌شهری هستند. مثلا در جامعه‌ی فارنهایت ۴۵۱ از تلویزیون و رادیوها برای فرار از قوانین سخت زندگی و خطر جنگ قریب‌الوقوع استفاده می‌شود. در ادبیات علمی تخیلی گریزگرایی از طریق رسانه معمولا در قالب مکملی برای تکامل اجتماعی در مسیر حرکت جامعه از واقعیت‌های جسمی به سمت واقعیت‌های مجازی صورت می‌گیرد. مثلا جهان مجازی آز در فیلم انیمیشنی ژاپنی جنگ‌های تابستانی (۲۰۰۹) و جامعه‌ی سرگرمی در فیلم علمی‌تخیلی آمریکایی، گیمر (۲۰۰۹) که از بازی زندگی دوم ایده گرفته است نمونه‌هایی از این نوع گریزگرایی هستند. از دیگر نمونه‌های جوامع گریزگرا در ادبیات می‌توان به «حشره‌ی واقعیت» از دی. جی. مک‌هیل اشاره کرد که در آن یک تمدن به کلی جهان‌شان را در ویرانی رها می‌کنند تا به سمت واقعیت‌های بی‌نقص‌شان «پرش» کنند.
ارنست بلوخ، فیلسوف اجتماعی، می‌نویسد آرمان‌شهرها و تصورات رضایت‌بخش، هر چقدر هم که ارتجاعی باشند، در درون خود نیروی محرکه‌ای برای تغییرات اجتماعی رادیکال دارند. به گفته‌ی بلوخ عدالت اجتماعی بدون دیدن چیزها به طور کاملا متفاوت امکان وقوع نداشت. چیزی که از دیدگاه یک جامعه‌ی کاملا تکنولوژیکال و منطقی «خیال‌پردازی» و «گریزگرایی» دیده می‌شود ممکن است بذر یک نظم اجتماعی جدید و انسانی‌تر باشد چون می‌شود آن را به شکل «جایگزین نارس اما صادقانه‌ی انقلاب» دید.